# Гьерра, Альфредо
Альфре́до Гье́рра (исп. Alfredo Juan Ghierra; 31 августа 1891, Монтевидео — 16 ноября 1973, Монтевидео) — уругвайский футболист, полузащитник, Олимпийский чемпион 1924 года, трёхкратный чемпион Южной Америки.

## Биография
Альфредо Гьерра родился 31 августа 1891 года в Монтевидео. За время своей карьеры футболиста выступал за «Дефенсор» (ныне — «Дефенсор Спортинг») и «Насьональ», но лучшие годы футболист провёл выступая за «Универсаль». Именно в тот период Альфредо вызывался в национальную сборную, в которой дебютировал 4 ноября 1923 в первой игре для уругвайцев в рамках чемпионата Южной Америки против сборной Парагвая (победа 2:0).
За три года в составе «Селесте» Гьерра выиграл три чемпионата Южной Америки и Олимпийские игры в Париже в 1924 году. Гьерра был участником финального матча Олимпиады, в котором Уругвай разгромил сборную Швейцарии со счётом 3:0. Последний матч за сборную Уругвая Альфредо провёл 28 октября 1926 года в предпоследнем матче чемпионата Южной Америки против сборной Боливии, который уругвайцы выиграли со счётом 6:0.
В 1912 году Альфредо Гьерра был в числе основателей клуба «Дефенсор», который с 1913 года стал пробиваться всё выше по лигам Уругвая. Однако в 1918 году команда решила выйти из числа членов Ассоциации футбола Уругвая, и Гьерра был вынужден покинуть команду.
У Альфредо, также как у его брата Адольфо и двоих других игроков «Дефенсора» тех лет, был особый физический дефект правого глаза, из-за чего команда получила прозвище «Одноглазые» (Los Tuertos). В настоящий момент это одно из главных прозвищ «Дефенсор Спортинга», наряду с «фиолетовыми».
В 1973 году, во время просмотра игры родного «Дефенсора», Альфредо Гьерра получил инфаркта и месяц спустя, 16 ноября, умер в больнице в возрасте 82 лет. В его честь названа одна из главных трибун домашней арены «Дефенсора» Луис Франсини.

## Титулы и достижения
- Олимпийский чемпион (1): 1924
- Чемпион Южной Америки (3): 1923, 1924, 1926